# アカシア挽歌/雪燃えて
「アカシア挽歌/雪燃えて」（アカシアばんか/ゆきもえて）は、2004年6月2日に発売された五木ひろしのシングル。

## 解説
五木のシングルは本作より12cmシングルとなっている。
「雪燃えて」は、NHK金曜時代劇『最後の忠臣蔵』主題歌。同年末『第55回NHK紅白歌合戦』の白組トリで歌唱された。

## 収録
- 両楽曲共に、作詞：荒木とよひさ／作曲：弦哲也

1. アカシア挽歌（4分25秒）
編曲：前田俊明
2. 雪燃えて（5分3秒）
編曲：南郷達也